# Социальный класс
Социа́льные (или общественные) кла́ссы — относительно большие группы людей, различающиеся по их месту в исторически определённой системе общественного производства, по их отношению к средствам производства, по их роли в общественной организации труда, а, следовательно, по способам получения и размерам той доли общественного богатства, которой они располагают.
Понятие «социальный класс» начали разрабатывать учёные Англии и Франции в XVII—XIX веках. Ими рассматривались такие антагонистические социальные группы как богатые — бедные, капиталисты — рабочие, собственники — несобственники. Французские историки Ф. Гизо и О. Тьери показали противоположность классовых интересов и неизбежность их столкновения, выражающуюся в классовой борьбе. Английские и французские политэкономы А. Смит и Д. Рикардо раскрыли внутреннее строение классов. Деление на антагонистические (непримиримо борющиеся между собою) социальные классы впервые наиболее полно и развёрнуто описал Карл Маркс. В социально-классовой структуре общества выделяют основные (существование которых непосредственно вытекает из господствующих в данной общественно-экономической формации экономических отношений) и неосновные классы (остатки прежних классов в новой формации или зарождающиеся классы), а также различные слои общества.

## Ранняя история понятия «класс»
Начиная с центуриатной реформы Сервия Туллия, Римские цензоры использовали слово classis для разделения населения на шесть сложных групп налогоплательщиков — от assidui (оседлые платёжеспособные граждане с имуществом стоимостью более 100 000 ассов) до proletarii (единственное значение которых для государства выражалось в производстве потомства — будущих граждан Рима).
Позже с XVI века понятие «класс» продолжает использоваться в значении градации, категоризации. В частности, термин «класс» использовался Адамом Фергюсоном и Джоном Миллером для определения общественных слоёв по рангу и собственности. В этом смысле (как взаимозаменяемых синоним относительно понятия общественного сословия) в начале XVIII века он находится во всех европейских языках, в том числе и в классической политэкономии и английской социальной философии.
Понятие класса получило своё специфическое значение только после отмирания средневековой феодальной системы и с возникновением капиталистического индустриального общества. В политэкономии введению отдельного научного термина поспособствовал Давид Рикардо, начинающий свой главный труд с определения того, что в обществе насчитываются три больших класса (землевладельцы, капиталисты, рабочие), которые делят общественное богатство посредством различных источников дохода (земельная рента, прибыль и зарплата соответственно).
Влияние на позднейшую концепцию социальных классов, оформившуюся в марксизме, оказали также взгляды французских либерально-консервативных историков, впервые выделявших явление классовой борьбы (Франсуа Гизо, Франсуа Минье, Огюстен Тьерри), социалистов-утопистов (Анри Сен-Симон, Шарль Фурье) и немецкого экономиста и философа Лоренца фон Штейна. Так, Гизо в работе «Правительство Франции со времён Реставрации и нынешнее министерство» (1820 год) говорил об истории Франции, как об истории двух народов. Один народ — победитель, — дворянство; и другой — побеждённый — третье сословие. «И в дебатах в Парламенте вопрос ставится как он ставился и прежде, равенство или привилегия, средний класс или аристократия. Мир между ними невозможен. Примирить их — химерический замысел». Сам Карл Маркс в письме Иосифу Вейдемейеру подчёркивал:

«Мне не принадлежит ни та заслуга, что я открыл существование классов в современном обществе, ни та, что я открыл их борьбу между собою. Буржуазные историки задолго до меня изложили историческое развитие этой борьбы классов, а буржуазные экономисты — экономическую анатомию классов. То, что я сделал нового, состояло в доказательстве следующего: 1) что существование классов связано лишь с определёнными историческими фазами развития производства, 2) что классовая борьба необходимо ведёт к диктатуре пролетариата, 3) что эта диктатура сама составляет лишь переход к уничтожению всяких классов и к обществу без классов».— Письмо К. Маркса И. Вейдемейеру от 5.03.1852

## Социальные классы в марксизме

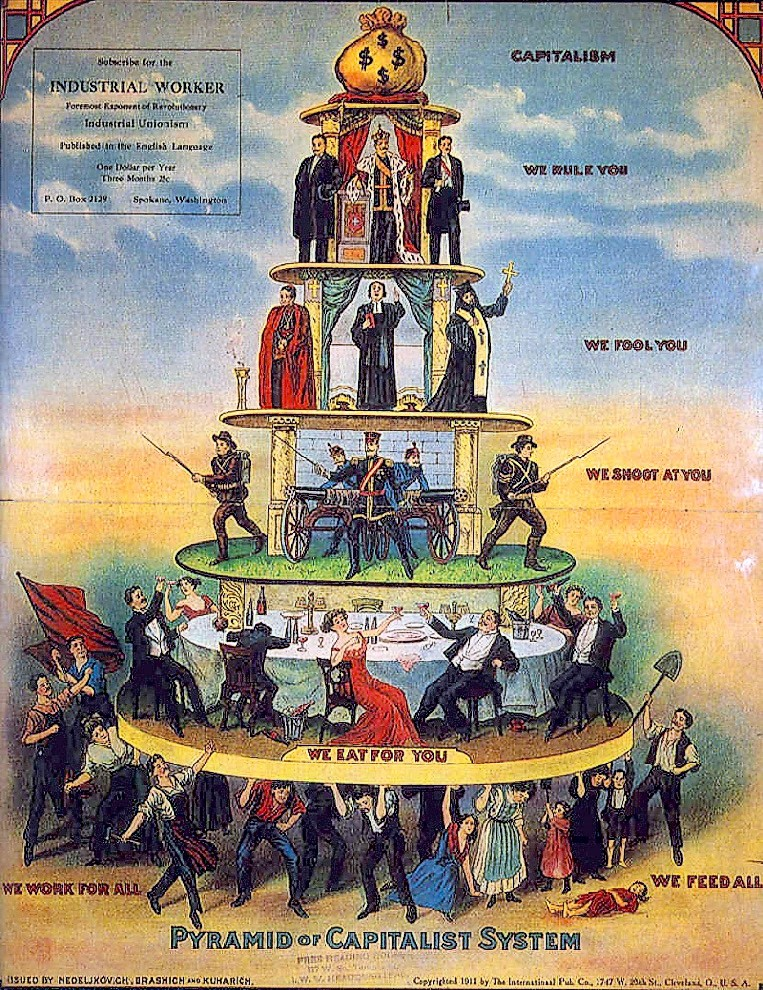
Классы капиталистического общества, сверху вниз:
Дворянство (в том числе и король) — «Мы правим вами»
Духовенство — «Мы дурачим вас»
Армия — «Мы стреляем в вас»
Буржуазия — «Мы едим за вас»
Рабочие и Крестьяне — «Мы работаем за всех», «Мы кормим всех»

Согласно марксизму, рабовладельческое, феодальное и капиталистическое общества разделены на несколько классов, включая два антагонистических класса (эксплуататоров и эксплуатируемых): сначала это были рабовладельцы и рабы; после — феодалы и крепостные крестьяне; наконец, в современном обществе, это буржуазия и пролетариат. Третий класс — это, как правило, ремесленники, мелкие торговцы, крестьяне, то есть те, кто имеет собственные средства производства, работает исключительно на себя, но при этом не использует другую рабочую силу, за исключением своей.
Единственным и главным критерием расслоения общества, по мнению Карла Маркса, было обладание частной собственностью на средства производства. Поэтому структура общества сводилась им к двум уровням: классу собственников на средства производства (рабовладельцы, феодалы, буржуазия) и классу, лишённому собственности на средства производства (рабы, пролетарии) или имеющему очень ограниченные права на собственность (крестьяне). Интеллигенция и некоторые другие социальные группы рассматривались как промежуточные слои между классами.
Все марксистские определения класса имеют три основные отличительные черты:
Классы понимаются не просто как существующие «над» или «под» другими классами; они скорее всегда определяются с точки зрения их социального отношения к другим классам. Соответственно, названия классов — не «высший», «средний» и «низший», а «капиталисты», «рабочие», «феодалы» и «крепостные».
Социальные отношения, определяющие класс, всегда анализируются прежде всего с точки зрения социальной, а не технической организации экономических отношений. Классовые отношения прежде всего определяются отношениями в процессе производства и распределения, а не в процессе обмена.

### Разработка классовой теории Марксом и Энгельсом
Несмотря на решающее значение концепций Карла Маркса и Фридриха Энгельса в развитии классовой теории в социальных науках, сами основоположники марксизма не осуществили систематизированного изложения своей классовой теории общества в каком-то одном месте, и её положения рассеяны в их трудах. Третий том «Капитала» завершается именно главой 52 «Классы», которая осталась недописанной. В этой главе Маркс успел отметить следующее: «Собственники одной только рабочей силы, собственники капитала и земельные собственники, соответственными источниками доходов которых является заработная плата, прибыль и земельная рента, следовательно, наёмные рабочие, капиталисты и земельные собственники образуют три больших класса современного общества, покоящегося на капиталистическом способе производства».
Употребление понятия «класс» Марксом можно разделить на:
- Ранние работы — здесь он описывает конкретные классы в определённых обществах. Например, в работах «Классовая борьба во Франции с 1848 по 1850 г.» и «Восемнадцатое брюмера Луи Бонапарта», в которых он анализирует итоги революции 1848 года, её последствия и причины. Здесь Маркс определяет класс не сугубо экономически, а называет общие условия существования во всей совокупности (сюда относятся, например, образ жизни, интересы, образование и политическая организация) отделяющими один класс от другого.
- Поздние работы — в них (например, в «Капитале») он абстрактно описывает различные классы как результат производственных отношений капитализма. Здесь Маркс стремится не только эмпирически описать соответствующие группы населения, но и объяснить системное происхождение такого разделения. Для этого он прибегает к трудовой теории стоимости и теории классовой борьбы.

Трудовая теория стоимости утверждает, что рабочая сила, продаваемая наёмными работниками, является единственным товаром, чья меновая стоимость заключается в том, чтобы создать стоимости больше, чем он сам обладает. Капиталистический класс эксплуатирует рабочих, получая прибавочную стоимость.
Теория классовой борьбы занимает одно из центральных мест в марксистском материалистическом понимании истории, которое Фридрих Энгельс окрестил историческим материализмом. Возникновение классов становится возможным только тогда, когда рост производительности труда приводит к появлению прибавочного продукта, а общая собственность на средства производства сменяется частной; с появлением последней фактом становится и имущественное неравенство. Однако ключевым для разделения на классы выступает общественное разделение труда — на умственный и физический, на управленческий и исполнительный, на квалифицированный и неквалифицированный. Энгельс отмечал, что в центре классовой борьбы находятся процессы производства и потребления, но её невозможно свести к одной только экономической сфере:

«…всякая историческая борьба — совершается ли она в политической, религиозной, философской или в какой-либо иной идеологической области — в действительности является только более или менее ясным выражением борьбы общественных классов, а существование этих классов и вместе с тем и их столкновения между собой в свою очередь обусловливаются степенью развития их экономического положения, характером и способом производства и определяемого им обмена».
— К. Маркс. «Восемнадцатое Брюмера Луи Бонапарта»

### Дебаты в современном марксизме
Но и среди марксистов нет согласия относительно того, какие классы существуют при современном капитализме. В спорах о его классовой структуре главную роль играет спор о «среднем классе». Все марксисты соглашаются, что индустриальные наёмные работники физического труда принадлежат к рабочему классу, и все они сходятся в том, что собственники предприятий, эксплуатирующие наёмных работников, относятся к классу капиталистов. Разногласия же начинаются при переходе к анализу проблемы «белых воротничков», — позиций, занимаемых высококвалифицированными специалистами и различными типами менеджеров.
Некоторые марксисты считают, что за исключением очень небольшого числа менеджеров высшего звена, непосредственно связанных с буржуазией посредством владения акциями, все наёмные работники — это рабочий класс. Другие помещают многие категории наёмных работников в сегмент мелкой буржуазии, который часто называют «новой мелкой буржуазией» — чтобы отличить её от традиционной мелкой буржуазии ремесленников, владельцев магазинов, производителей-индивидуалов. Третий вариант — это считать специалистов и менеджеров не частью мелкой буржуазии, а новым классом, называемым вслед за Джоном и Барбарой Эренрайх «классом специалистов и менеджеров» (Professional and Managerial Class). Этот класс определяется скорее специфической ролью, которую он играет в воспроизводстве классовых отношений, чем просто его позицией в рамках социальных отношений производства как таковых.
Представитель структуралистского марксизма Никос Пуланзас исходил из того, что классовые позиции невозможно определить на уровне только экономических отношений, тогда как важную роль играют отношения политические (так, он обращает внимание на отношения контроля и власти на капиталистическом предприятии); в итоге, он крайне сужает рамки рабочего класса в современном капитализме.
Представитель аналитического марксизма Эрик Олин Райт также усложняет концепцию классовой структуры с тем, чтобы дифференцировать общество не только по признаку отношения к средствам производства, но и в соответствии с местом в процессах производства и присвоения, уровнем квалификации или степени привилегированности на рабочем месте. С целью описания этого множества промежуточных и переходных случаев (например, тех же менеджеров и контроллеров / супервайзеров) он вводит категорию «противоречивая классовая позиция». Кроме того, он обращается к проблематике неоплачиваемой рабочей силы (например, женщин-домохозяек или матерей), и находит альтернативные механизмы, через которые жизнь людей может быть связана с процессом эксплуатации — для этого он использует понятие «косвенные классовые позиции». Наконец, он подтверждает динамичный, меняющийся характер принадлежности к классам.
Отдельно стоит вопрос соотношения «класса в себе» (объективно существующего в сложившейся экономической системе) и «класса для себя» (осознающего себя как класс с общими классовыми интересами и отстаивающего их посредством коллективного действия). С ним связаны дискуссии о классовом сознании и роли классовых политических организаций (например, партий), в которых участвовали многие марксистские философы и политические деятели (В. И. Ленин, Роза Люксембург, Дьёрдь Лукач и т. д.). Некоторые из них, как Э. П. Томпсон и Марио Тронти, считают, что классовое сознание предшествует оформлению класса в производственных отношениях.

## Немарксистские теории социальной стратификации
Альтернативой марксистской теории социальных классов стали работы Макса Вебера, в которых были заложены основы современного подхода к изучению социальной стратификации. Вебер кроме экономического критерия (отношения к собственности и уровень доходов) учитывал также как социальный престиж (получение индивидом от рождения или благодаря своим личным качествам определённого социального статуса, позволяющего занять ему соответствующее место в социальной иерархии) и политическую власть. Он сформулировал теорию трёхкомпонентной стратификации, характеризующую политическую власть как взаимодействие между «классом», «статусом» и «групповой властью». Вебер считал, что классовая позиция определяется исходя из навыков и образования людей, а не только из их отношения к средствам производства. И Маркс, и Вебер считали социальное расслоение негативным явлением. Однако первый стремился к преодолению его вместе с капитализмом и частной собственностью на средства производства в коммунистическом обществе, в то время как второй видел решение в предоставлении равных возможностей в рамках капиталистической системы.
Большой вклад в развитие теории социальной стратификации внесли также такие учёные, как Толкотт Парсонс, Ральф Дарендорф, Бернард Барбер, Рэндалл Коллинз, Питирим Сорокин, Кингсли Дэвис и Уилберт Мур. Сторонники этой теории социальной стратификации считают, что понятие класса годится только для анализа социальной структуры обществ прошлого, а в современном обществе оно уже не применимо, так как возрастание роли наёмных менеджеров привело к тому, что отношения собственности потеряли свою определённость, оказались размыты и поэтому понятие «класс» следует заменить понятием «страта» или слой, а общество рассматривать с точки зрения теории социальной стратификации, а не теории социально-классового строения общества. Страты, в отличие от класса, формируются не только по формальным экономическим признакам (наличие частной собственности, доход, профессии и др.), но и по таким признакам, как престиж, образ и стиль жизни, объём власти и авторитета.
В этих стратификационных моделях выделяются три уровня: высший слой (высший класс), средний слой (средний класс) и низший слой (низший класс). Высший слой — это элитарное меньшинство населения. Средний слой является основным слоем, который уравновешивает всё общество. Низший слой занимают люди, опустившиеся на социальное дно.
Б. Барбер указывал, что за последние сто лет западное общество проделало эволюции от пирамидального типа социальной структуры к ромбовидному типу. Он пишет, что «самый большой процент населения принадлежит по своему рангу к верхней, средней и нижней частям средних слоёв, а не к остроконечной верхушке или основанию стратификационных пирамид».
Принятый в США вариант социальной стратификации (модификация модели Денниса Гилберта, в которой присутствуют следующие классы: капиталистический, высший средний, средний, рабочий, рабочий бедный и андеркласс):
- высший высший класс: руководитель общенациональной корпорации, совладелец крупной фирмы, высший военный чин, федеральный судья, крупный архитектор, известный врач, архиепископ;
- высший класс: руководитель средней фирмы, врач с частной практикой, адвокат, преподаватель университета;
- высший средний класс: преподаватель муниципального колледжа, менеджер среднего звена, учитель средней школы;
- средний средний класс: банковский служащий, дантист, учитель начальной школы, начальник смены на предприятии, служащий страховой компании, менеджер супермаркета, квалифицированный столяр;
- низший средний класс: автомеханик, парикмахер, бармен, квалифицированный рабочий, служащий гостиницы, работник почты, полицейский, водитель грузовика;
- средний низший класс: среднеквалифицированный рабочий, водитель такси;
- низший низший класс: посудомойка, домашняя прислуга, садовник, привратник, дворник, мусорщик, неработающие, полностью зависящие от программ государственного вспомоществования.

В последнее время учёными выделяется ещё новые классы, например класс когнитариата и прекариат.
По данным общенационального исследования, проведённого по заказу Би-би-си в 2012 году британское общество делится на семь основных классов: элита, устойчивый средний класс, технический средний класс, обеспеченные наёмные работники, традиционный рабочий класс, работники сферы услуг, прекариат, называемый также нестабильный пролетариат — самый бедный и уязвимый класс среди всех перечисленных, с самыми низкими показателями по социальному и культурному капиталу. По оценкам исследователей, он составляет около 15 % населения Великобритании.

## Роль в истории
Существует мнение, что классовое расслоение общества является необходимым условием развития цивилизации, поскольку лишь привилегированные классы имеют достаточно свободного времени, необходимого для развития искусства и науки, на что марксисты возражают, что бедные не имеют свободного времени как раз из-за того, что привилегированные классы паразитируют на их труде.